# Speothos
Speothos és un gènere de cànid originari de Centreamèrica i Sud-amèrica. El gènere inclou una espècie vivent, el gos dels matolls) (Speothos venaticus), i una espècie extinta del Plistocè (Speothos pacivorus). Cosa poc habitual, l'espècie fòssil fou descrita abans que es descobrís l'actual, de manera que l'espècie tipus del gènere és S. pacivorus.